# Vincent Novello

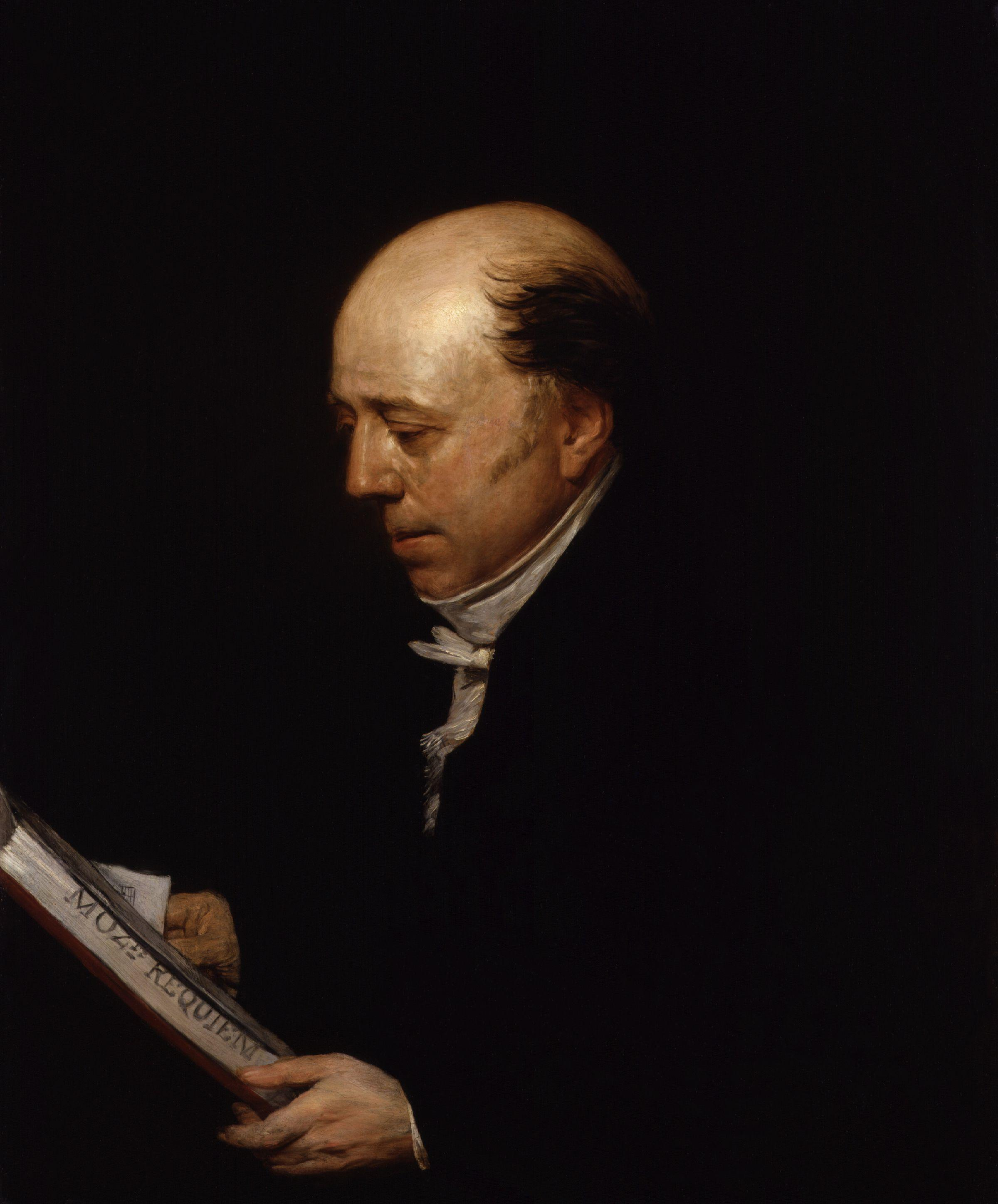
Vincent Novello

Vincent N. Novello (* 6. September 1781 in London; † 9. August 1861 in Nizza) war ein englischer Musiker und Musikverleger.

## Leben
Vincent Novello war Sohn eines Italieners und einer Engländerin. Als Junge war er Chorknabe in der Sardinian Chapel in der Duke Street, Lincoln’s Inn Fields, wo er Orgel lernte. Von 1796 bis 1822 war er nacheinander Organist an Kirchen am Manchester Square, am Grosvenor Square und von 1840 bis 1843 an St Mary Moorfields. Er war Gründungsmitglied der Philharmonic Society, der Classical Harmonists und der Choral Harmonists und fungierte häufig als Dirigent. 1849 setzte er sich in Nizza zur Ruhe.
Novello komponierte eine erhebliche Zahl an Werken geistlicher Musik, vor allem machte er aber unbekannte Werke von großen Komponisten in England bekannt. Die Messen Haydns und Mozarts waren dort gänzlich unbekannt, bevor er sie edierte, ebenso die Werke Palestrinas.
Mit seinem ersten Werk, einer Sammlung geistlicher Musik, wie sie an der Royal Portuguese Chapel aufgeführt wurde, gründete er den Musikverlag, mit dem sein Name zumeist verbunden wird. 1829 übernahm sein Sohn Joseph Alfred Novello (1810–1896), der als Bass begann, die Arbeit für den Verlag. Er rückte vom Verkauf über Subskriptionen ab und edierte preiswerte Notenausgaben heraus. Ab 1841 assistierte Henry Littleton im Verlag und wurde 1861 Partner, woraufhin die Firma in „Novello & Co.“ umbenannt wurde. Als J.A. Novello sich zur Ruhe setzte, wurde er Alleininhaber.
Novello war seit 1808 mit Mary Sabilla Hehl verheiratet, mit der er elf Kinder hatte. Vier seiner Töchter  waren begabte Sängerinnen. Die berühmteste war Clara Novello (1818–1908), die mit ihrer hohen Sopranstimme von 1833 an gleichermaßen in Oper, Oratorium und auf der Konzertbühne zu einer bekannten Sängerin wurde. Die älteste Tochter Mary heiratete 1828 Charles Cowden Clarke, den Geschäftspartner ihres Bruders Alfred, und wurde unter dem Namen Mary Cowden Clarke (1809–1898) eine namhafte Autorin und Literaturwissenschaftlerin.
Im Jahr 1815 lernte Vincent Novello den Dichter und Journalisten Leigh Hunt kennen und blieb für die nächsten Jahre in Verbindung mit ihm, seiner Familie und dem Kreis der Dichter und Künstler in seinem Umfeld. Einerseits war Hunt häufig zu Gast bei den Novellos, die gesellige Abende mit Musik, Gesang und Gesprächen im Kreis von Freunden veranstalteten. Umgekehrt waren auch die Novellos und Freunde aus ihrem Umkreis oft zu Gast bei den Hunts. Die Novellos lernten hier auch den Dichter Percy Bysshe Shelley und seine Frau Mary Shelley kennen.
Im April 1817 hatte Vincent Novello den Shelleys für ihr neues Heim in Marlow ein Klavier beschafft, auf dessen Bezahlung er allerdings noch einige Jahre warten musste.
In der Zeit nach ihrer Rückkehr aus Italien, 1823, nach Percy Shelleys Ertrinkungstod im Meer bei Viareggio, 1822, fand Mary Shelley Trost und Inspiration bei den Novellos und bei deren musikalischen Abendveranstaltungen.

## Sammlung für Maria Anna Mozart und Besuch bei ihr und bei Constanze Mozart 1829
Im Jahr 1829 erhielt Novello (wahrscheinlich durch Thomas Attwood) Nachricht von den ärmlichen Lebensumständen Maria Anna Mozarts (zu diesem Zeitpunkt verwitwete Berchtold zu Sonnenburg). Er veranstaltete eine Sammlung zu ihren Gunsten und entschloss sich, dieses Geldgeschenk persönlich zu überreichen. Auf der gemeinsam mit seiner Frau unternommenen Reise (von Ende Juni bis Mitte August 1829), die nach Salzburg und Wien ging, führten beide Eheleute Tagebücher, in denen viele Reiseerlebnisse und Beschreibungen der durchreisten Städte und Landschaften festgehalten sind, wobei besonders die musikalische Seite (Konzerte, Opernaufführungen, besuchte Messen etc.) einen großen Raum einnehmen. Den interessantesten Teil bilden die Beschreibungen der Begegnungen mit den noch lebenden Freunden und Bekannten W. A. Mozarts (darunter Joseph Eybler, Maximilian Stadler, Nanette Streicher, Aloisia Weber) und seiner Schwester und seiner Witwe. Die Reisetagebücher wurden 1945 von einer Urenkelin der Novellos, Bona Gigliucci, unter Familienpapieren wiederaufgefunden. 1955 erschien die englische und 1959 die (bearbeitete) deutsche Ausgabe. Eva Rieger verarbeitete daraus in ihrem Buch Nannerl Mozart auf mehreren Seiten originale Erlebnisse beim Besuch des Londoner Ehepaars Novello bei Nannerl, oder besser: Maria Anna Mozart, verheiratete Berchtold zu Sonnenburg, kurz bevor sie starb.

## Schriften
- A Mozart Pilgrimage. Novello & Co., London 1955.
  - Eine Wallfahrt zu Mozart. Boosey & Hawkes, Bonn 1959.